# Schoenorchis endertii
Schoenorchis endertii är en orkidéart som först beskrevs av Johannes Jacobus Smith, och fick sitt nu gällande namn av Eric Alston Christenson och Jeffrey James Wood. Schoenorchis endertii ingår i släktet Schoenorchis och familjen orkidéer. Inga underarter finns listade i Catalogue of Life.